# Elecciones municipales de Andahuaylas de 2018
Las elecciones municipales de Andahuaylas de 2018 se llevaron a cabo el 7 de octubre de 2018 para elegir al alcalde y al Concejo Provincial de Andahuaylas para el periodo 2019-2022. La elección se celebró simultáneamente con elecciones regionales y municipales (provinciales y distritales) en todo el Perú.
Como resultado de esta elección, Abel Gutiérrez Buezo, candidato del Movimiento Regional Llankasun Kuska, obtuvo el 25.79% de votos válidos y resultó electo como alcalde provincial de Andahuaylas.

## Sistema electoral
La Municipalidad Provincial de Andahuaylas es el órgano administrativo y de gobierno de la provincia de Andahuaylas. Está compuesta por el alcalde y el Concejo Provincial.
La votación del alcalde y el concejo se realiza en base al sufragio universal, que comprende a todos los ciudadanos nacionales mayores de dieciocho años, empadronados y residentes en la provincia de Andahuaylas y en pleno goce de sus derechos políticos, así como a los ciudadanos no nacionales residentes y empadronados en la provincia de Andahuaylas. No hay reelección inmediata de alcaldes.
El Concejo Provincial de Andahuaylas está compuesto por 11 regidores elegidos por sufragio directo para un período de cuatro (4) años, en forma conjunta con la elección del alcalde (quien lo preside). La votación es por lista cerrada y bloqueada. Se asigna a la lista ganadora los escaños según el método d'Hondt o la mitad más uno, lo que más le favorezca.

## Composición del Concejo Provincial de Andahuaylas
La siguiente tabla muestra la composición del Concejo Provincial de Andahuaylas antes de las elecciones.
| Partidos | Partidos                         | Regidores |
| -------- | -------------------------------- | --------- |
|          | Unión por el Perú                | 7         |
|          | Movimiento Popular Kallpa        | 2         |
|          | Todos Unidos por Apurímac Chanka | 1         |
|          | Fuerza Popular                   | 1         |

## Partidos y candidatos
A continuación se muestra una lista de los principales partidos y alianzas electorales que participaron en las elecciones:
| Candidatura | Candidatura | Partidos y alianzas                                 | Candidato | Candidato                   | Ideología                                                          | Resultado previo | Resultado previo | Ref.  |
| Candidatura | Candidatura | Partidos y alianzas                                 | Candidato | Candidato                   | Ideología                                                          | Votos (%)        | Reg.             | Ref.  |
| ----------- | ----------- | --------------------------------------------------- | --------- | --------------------------- | ------------------------------------------------------------------ | ---------------- | ---------------- | ----- |
|             | Kallpa      | Lista - Movimiento Popular Kallpa (Kallpa)          |           | Gerardo Sulca Quintana      | Regionalismo apurimeño                                             | 17.89%           | 2                | [ 3 ] |
|             | APP         | Lista - Alianza para el Progreso (APP)              |           | Rosa Suárez Aliaga          | Liberalismo económico Conservadurismo liberal Populismo de derecha | 5.13%            | 0                | [ 3 ] |
|             | JP          | Lista - Juntos por el Perú (JP)                     |           | Félix Navarro Herrera       | Socialismo democrático Progresismo                                 | 4.10%            | 0                | [ 3 ] |
|             | Frepap      | Lista - Frente Popular Agrícola del Perú (Frepap)   |           | Pablo Díaz Ramos            | Israelismo Fundamentalismo cristiano Populismo                     | Nuevo            | Nuevo            | [ 3 ] |
|             | SP          | Lista - Somos Perú (SP)                             |           | Reynaldo Malpartida Tincopa | Democracia cristiana Conservadurismo social                        | Nuevo            | Nuevo            | [ 3 ] |
|             | AvP         | Lista - Avanza País (AvP)                           |           | César Alfaro Urquizo        | Conservadurismo liberal Liberalismo clásico                        | Nuevo            | Nuevo            | [ 3 ] |
|             | DD          | Lista - Democracia Directa (DD)                     |           | Julio Merino Huaraca        | Socialismo Nacionalismo de izquierda Ecologismo                    | Nuevo            | Nuevo            | [ 3 ] |
|             | FA          | Lista - Frente Amplio (FA)                          |           | Fredy Trocones Villcas      | Socialismo Ecologismo Descentralización                            | Nuevo            | Nuevo            | [ 3 ] |
|             | VP          | Lista - Vamos Perú (VP)                             |           | Juver Rojas Molina          | Populismo Socialdemocracia                                         | Nuevo            | Nuevo            | [ 3 ] |
|             | PL          | Lista - Perú Libertario (PL)                        |           | María Vargas de Andrada     | Socialismo del siglo XXI Marxismo-leninismo Mariateguismo          | Nuevo            | Nuevo            | [ 3 ] |
|             | Kuska       | Lista - Movimiento Regional Llankasun Kuska (Kuska) |           | Abel Gutiérrez Buezo        | Regionalismo apurimeño                                             | Nuevo            | Nuevo            | [ 3 ] |

## Resultados

### Sumario general
| |                                             |              |              |              |           |           |
| Partidos y coaliciones                                                                                     | Partidos y coaliciones                      | Voto popular | Voto popular | Voto popular | Regidores | Regidores |
| Partidos y coaliciones                                                                                     | Partidos y coaliciones                      | Votos        | %            | +/−          | Total     | +/−       |
| | Movimiento Regional Llankasun Kuska (Kuska) | 17,844       | 25.79        | Nuevo        | 7         | +7        |
| | Somos Perú (SP)                             | 13,668       | 19.75        | n/a          | 2         | +2        |
| | Movimiento Popular Kallpa (Kallpa)          | 11,928       | 17.24        | –0.65        | 1         | –1        |
| | Alianza para el Progreso (APP)              | 10,434       | 15.08        | +9.95        | 1         | +1        |
| | Frente Amplio (FA)                          | 5,507        | 7.96         | Nuevo        | 0         | ±0        |
| | Avanza País (AvP)                           | 3,986        | 5.76         | n/a          | 0         | ±0        |
| | Democracia Directa (DD)                     | 1,901        | 2.75         | Nuevo        | 0         | ±0        |
| | Juntos por el Perú (JP)1                    | 1,485        | 2.15         | –1.95        | 0         | ±0        |
| | Frente Popular Agrícola del Perú (Frepap)   | 1,424        | 2.06         | n/a          | 0         | ±0        |
| | Perú Libertario (PL)                        | 748          | 1.08         | Nuevo        | 0         | ±0        |
| | Vamos Perú (VP)                             | 269          | 0.39         | Nuevo        | 0         | ±0        |
| |                                             |              |              |              |           |           |
| Total | Total                                       | 69,194       |              |              | 11        | ±0        |
| |                                             |              |              |              |           |           |
| Votos válidos                                                                                              | Votos válidos                               | 69,194       | 80.92        | –4.87        |           |           |
| Votos en blanco                                                                                            | Votos en blanco                             | 7,980        | 9.33         | +3.02        |           |           |
| Votos nulos                                                                                                | Votos nulos                                 | 8,338        | 9.75         | +1.86        |           |           |
| Votos emitidos                                                                                             | Votos emitidos                              | 85,512       | 78.46        | –2.79        |           |           |
| Abstenciones                                                                                               | Abstenciones                                | 23,472       | 21.54        | +2.79        |           |           |
| Votantes registrados                                                                                       | Votantes registrados                        | 108,984      |              |              |           |           |
| |                                             |              |              |              |           |           |
| Fuente: |                                             |              |              |              |           |           |
| Notas al pie: 1 Comparado con los resultados de Partido Humanista Peruano (PHP) en las elecciones de 2014. |                                             |              |              |              |           |           |
| Notas al pie:                                                                                              |                                             |              |              |              |           |           |
| 1 Comparado con los resultados de Partido Humanista Peruano (PHP) en las elecciones de 2014.               |                                             |              |              |              |           |           |

### Concejo Provincial de Andahuaylas
| Cargo                              | Autoridad electa        | Partido político | Partido político                    |
| ---------------------------------- | ----------------------- | ---------------- | ----------------------------------- |
| Alcalde Provincial de Andahuaylas  | Abel Gutiérrez Buezo    |                  | Movimiento Regional Llankasun Kuska |
| Regidor Provincial de Andahuaylas  | Adler Malpartida Tello  |                  | Movimiento Regional Llankasun Kuska |
| Regidor Provincial de Andahuaylas  | Marcial Ortega Cárdenas |                  | Movimiento Regional Llankasun Kuska |
| Regidora Provincial de Andahuaylas | Aurelia Llanos Lizarme  |                  | Movimiento Regional Llankasun Kuska |
| Regidor Provincial de Andahuaylas  | Jonathan Alhuay Quispe  |                  | Movimiento Regional Llankasun Kuska |
| Regidora Provincial de Andahuaylas | Yudi Solano Pariona     |                  | Movimiento Regional Llankasun Kuska |
| Regidor Provincial de Andahuaylas  | César Alarcón Guillen   |                  | Movimiento Regional Llankasun Kuska |
| Regidor Provincial de Andahuaylas  | Elías Sernado Miranda   |                  | Movimiento Regional Llankasun Kuska |
| Regidor Provincial de Andahuaylas  | Dámaso Quispe Ruíz      |                  | Somos Perú                          |
| Regidora Provincial de Andahuaylas | María Pizarro Larzo     |                  | Somos Perú                          |
| Regidor Provincial de Andahuaylas  | Wilfredo Arandia Leguía |                  | Movimiento Popular Kallpa           |
| Regidor Provincial de Andahuaylas  | Richard Prada Pimentel  |                  | Alianza para el Progreso            |

## Elecciones municipales distritales

### Sumario general
|         | Movimiento Popular Kallpa (Kallpa)          | 6  | ±0 |  |  |  |
|         | Somos Perú (SP)                             | 4  | +4 |  |  |  |
|         | Movimiento Regional Llankasun Kuska (Kuska) | 4  | +4 |  |  |  |
|         | Alianza para el Progreso (APP)              | 1  | –1 |  |  |  |
|         | Avanza País (AvP)                           | 1  | +1 |  |  |  |
|         | Democracia Directa (DD)                     | 1  | +1 |  |  |  |
|         | Unión por el Perú (UPP)                     | 1  | –6 |  |  |  |
|         | Siempre Unidos (SU)                         | 1  | +1 |  |  |  |
|         |                                             |    |    |  |  |  |
| Total   | Total                                       | 19 | ±0 |  |  |  |
|         |                                             |    |    |  |  |  |
| Fuente: |                                             |    |    |  |  |  |

### Resultados por distrito
La siguiente tabla enumera el control de los distritos de la provincia de Andahuaylas. El cambio de mando de una organización política se resalta del color de ese partido.
| Distrito                   | Alcalde(sa) titular         | Partido político | Partido político          | Alcalde(sa) electo(a)        | Partido político | Partido político          |
| -------------------------- | --------------------------- | ---------------- | ------------------------- | ---------------------------- | ---------------- | ------------------------- |
| Andarapa                   | Edy Hurtado Altamirano      |                  | Unión por el Perú         | Jesús Damiano Huamán         |                  | Movimiento Popular Kallpa |
| Chiara                     | Pauliño Sauñe Atauje        |                  | Movimiento Popular Kallpa | Alcides Poccorpachi Carrasco |                  | Somos Perú                |
| Huancarama                 | José Peceros Paira          |                  | Fuerza Popular            | Máximo Céspedes Gaspar       |                  | Siempre Unidos            |
| Huancaray                  | Nicanor Yupanqui Llancari   |                  | Todos Unidos por Apurímac | Luciano Huaraca Gutiérrez    |                  | Llankasun Kuska           |
| Huayana                    | Camilo Urpe Pacasi          |                  | Fuerza Popular            | Moisés Torre Antay           |                  | Somos Perú                |
| José María Arguedas        | Wilber Rojas Huamán         |                  | Alianza para el Progreso  | Víctor Merino Huaraca        |                  | Movimiento Popular Kallpa |
| Kaquiabamba                | Grimaldo Damiano Huamán     |                  | Movimiento Popular Kallpa | Juan Pacheco Laura           |                  | Avanza País               |
| Kishuará                   | Cecilio Quispe Pichihua     |                  | Movimiento Popular Kallpa | Epifanio Chacón Rojas        |                  | Somos Perú                |
| Pacobamba                  | Santos Carrasco Huarcaya    |                  | Unión por el Perú         | Edou Hurtado Ccorahua        |                  | Llankasun Kuska           |
| Pacucha                    | Claudio Velasque Oscco      |                  | Unión por el Perú         | Hainor Navarro Huamán        |                  | Alianza para el Progreso  |
| Pampachiri                 | Waver Rodríguez Capcha      |                  | Unión por el Perú         | Frith Sotelo Vargas          |                  | Llankasun Kuska           |
| Pomacocha                  | Emerson Utani Laupa         |                  | Movimiento Popular Kallpa | Fredy Anca Gutiérrez         |                  | Movimiento Popular Kallpa |
| San Antonio de Cachi       | Juan Pérez Quispe           |                  | Alianza para el Progreso  | Samuel Mallma Salazar        |                  | Democracia Directa        |
| San Jerónimo               | Henry Palomino Rincón       |                  | Unión por el Perú         | Percy Godoy Medina           |                  | Movimiento Popular Kallpa |
| San Miguel de Chaccrapampa | Walter Unton Duran          |                  | Unión por el Perú         | Pedro Marcas Vargas          |                  | Llankasun Kuska           |
| Santa María de Chicmo      | Gonzalo Gutiérrez Ñahuirima |                  | Movimiento Popular Kallpa | Max Huaraca Pariona          |                  | Movimiento Popular Kallpa |
| Talavera                   | Juan Andia Peceros          |                  | Todos Unidos por Apurímac | Abel Serna Herrera           |                  | Movimiento Popular Kallpa |
| Tumay Huaraca              | Constantino Pardo Mitma     |                  | Movimiento Popular Kallpa | Richard Silvera Huayhuas     |                  | Somos Perú                |
| Turpo                      | Fredy Herbas Aparco         |                  | Unión por el Perú         | Reynaldo Palomino Alhuay     |                  | Unión por el Perú         |